# Su’ao
Su’ao (chiń. 蘇澳鎮; pinyin Sū’ào Zhèn; pe̍h-ōe-jī So͘-ò-tìn) – miejscowość i gmina miejska w północno-wschodniej części Tajwanu w powiecie Yilan; port nad Oceanem Spokojnym. W 2010 roku liczyła 42 986 mieszkańców. Ośrodek przemysłu cementowego, spożywczego, drzewnego oraz przetwórstwa surowców mineralnych wydobywanych w okolicy. Su’ao jest połączone linią kolejową z innymi miejscowościami na wybrzeżu.